# Diário de Santa Maria
Diário de Santa Maria é um jornal brasileiro de circulação diária, editado em Santa Maria, no estado do Rio Grande do Sul. Foi fundado em junho de 2002 pelo Grupo RBS.
Desde 2004, detém o primeiro lugar do mercado local. Possui circulação diária, de segunda a sábado, com uma edição conjunta nos fins de semana, em 39 municípios do centro-oeste do Rio Grande do Sul. Em 2016, possuía uma tiragem de 17 mil exemplares e contava com 12,9 mil assinantes.
Em 24 de novembro de 2016, o Grupo RBS vende o jornal para um grupo de empresários locais, sendo que a transição poderá durar até 18 meses.

## Prêmios
Prêmio ExxonMobil de Jornalismo (Esso)
- 2008: Esso Especial Interior, concedido a Iara Lemos, pela reportagem No Coração do Haiti.[3]